# Nemesi

La Nemesi alata, armata di spada e clessidra, in un quadro di Alfred Rethel del 1834

Nemesi (in greco antico: Nέμεσις?, Némesis) è una dea della mitologia greca, secondo alcuni figlia di Zeus, secondo altri figlia di Oceano e Notte e poi posseduta dallo stesso Zeus nel tempio di Ramnunte: genera un uovo che viene raccolto e consegnato a Leda e da cui usciranno Elena e i Dioscuri.
Il nome deriva dal greco νέμεσις (némesis), νέμω (némō, "distribuire"), dalla radice indoeuropea nem- nella mitologia greca, e fu il nome della dea "Distribuzione della Giustizia"; la giustizia intesa come codice giuridico era invece attribuita alla dea Diche.
Nemesi provvedeva soprattutto a far giustizia dei delitti irrisolti o impuniti, distribuendo e irrogando gioia o dolore a seconda di quanto era giusto, perseguitando soprattutto i malvagi e gli ingrati alla sorte.
Non esiste una dea corrispettiva nella religione romana che invece ereditò l'ora Diche come dea della giurisdizione, l'attuale Iustitia con la benda sugli occhi e la bilancia in mano; tuttavia i Romani dedicarono a Nemesi un'ara sul Campidoglio, dove i soldati erano soliti deporre una spada prima di partire per la guerra.

## Significato
Nemesi significa distribuzione del Fato, intesa come Giustizia Compensatrice o Riparatrice, o è interpretata come Giustizia Divina. Oggi questo termine si usa anche per intendere una situazione negativa che giunge immediatamente dopo un periodo particolarmente fortunato, sempre come atto predestinato alla compensazione. L'idea che soggiace a questo termine è di un mondo che risponde a una legge di armonia, per cui il bene deve essere compensato dal male in egual misura.
In letteratura e filosofia il termine fu usato anche col significato di sdegno, indignazione da Omero (Odissea) e Aristotele (nell'Etica Nicomachea) e col significato di vendetta/castigo da scrittori come Erodoto, Claudio Eliano (Varia historia) e Plutarco.
(Omero, Odissea 2, 136)
Nella Theologumena arithmeticae di Giamblico ha il valore numerale di 5.

### Significati traslati

Batman e Joker sono spesso in contrasto nei fumetti e nel cartoni animati della saga Batman

A volte il termine viene anche usato con il significato di nemico, derivato dalla lingua inglese, con un possibile passaggio linguistico dal greco nemesis all'inglese enemy.
Nell'ambito dei fumetti supereroistici nordamericani, la parola nemesi è stata attribuita al "cattivo per eccellenza", o anche "cattivo per antonomasia", che rappresenta in maniera speculare ma opposta il protagonista della storia. Dall'ambito dei comics questo significato è poi stato traslato anche a altri ambiti come lo sport e la politica, e quindi quest'accezione è divenuta più in generale sinonimo di "avversario per eccellenza".

## Intitolazioni
Nemesis in astronomia è sia il nome di un asteroide, sia il nome dell'ipotetica stella alter ego del nostro Sole.
A Nemesi sono intitolate le formazioni geologiche Nemesis Tesserae su Venere.